# ماهی‌تابه برشته‌کاری
ماهی‌تابه برشته‌کاری (انگلیسی: Roasting pan) از ظروف پخت و پز است که برای برشته کردن گوشت در فر، با سبزیجات یا بدون سبزیجات یا مواد دیگر استفاده می‌شود. یک ماهیتابه برشته‌کاری می‌تواند با قفسه درون آن استفاده شود که در داخل تابه قرار می‌گیرد و اجازه می‌دهد چربی گوشت با ذوب شدن چکه کند.

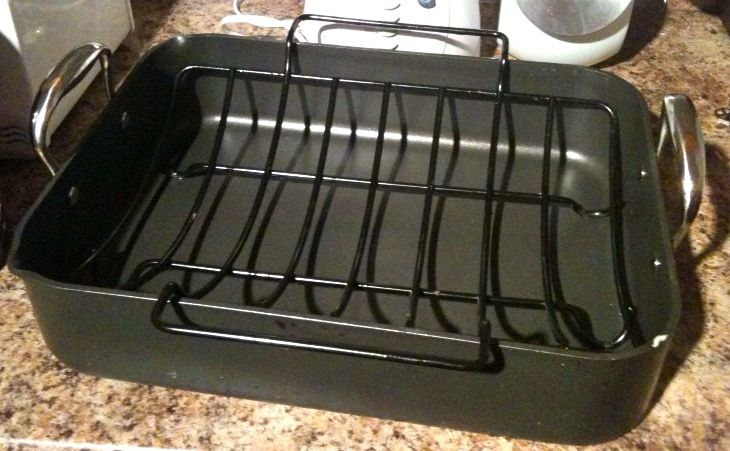
یک ماهیتابه بزرگ با قفسه قابل جابجایی و روکش سطحی نچسب.